# Остров бесконечной любви
«Остров бесконечной любви» (исп. La isla de los amores infinitos — роман кубинской писательницы Даины Чавьяно .
Книга написана в виде семейной саги, события которой происходят в двух временных линиях: первая — наше время, вторая — 1850-е годы.

## Сюжет
Современная история разворачивается вокруг исследований паранормальных явоений Сесилией, молодой журналисткой. Она исследует фантомный дом, который появляется и исчезает в разных частях Майами. Несколько свидетелей утверждают, что видели жителей этого дома, поведение которых, похоже, скрывает тайну, которую Сесилия решает раскрыть.
Прежде чем начать расследование в доме, Сесилия идет в бар, где встречает старую женщину, с которой завязывает дружбу. Ночь за ночью Сесилия выслушивает истории этой женщины, которая возвращается на это место каждый вечер, чтобы ждать таинственного гостя. Это объясняется другой частью романа, события которой начинаются в XIX веке в трех регионах мира: Африке (Королевство Ифе, ныне Нигерия), Китае (Кантон) и Испании (Куэнка).
Различные магические или сверхъестественные события сводятся к тому, что три истории из прошлого начинают смешиваться: обещание древнего бога изменяет будущее молодой женщины в горах Куэнки (Испания); ритуал, в котором вызывается божества чувства, он тайно влюбляется в молодую девушку, попадающую под демоническое волшебство богини; дух, который могут видеть только женщины определённой семьи, вызывает события, которые и решают судьбу всех членов семьи; внезапное появление призрака приводит к гибели вдовы. Все эти события завершаются историей любви, которая должна спровоцировать противостояние двух семей.
Часть истории, часть романтики, часть готики, часть эзотерики, роман также отдает дань уважения болеро. Исторические личности из мира музыки сочетаются с вымышленными персонажами и являются частью сюжета: пианист Хоакин Нин (отец Анаис Нин), Эрнесто Лекуона, Рита Монтанер, Бени Море, Ла-Лупе, певица Фредесвинда Гарсия и другие исторические личности попадают на страницы романа.

## Публикация и переводы
Роман был впервые опубликован в Испании компанией Grijalbo (Random House Group) в 2006 году под названием исп. La isla de los amores infinitos .
«Остров бесконечной любви», официально переведен на 26 языков и стал самым популярным переведенным кубинским романом всех времен.
Его русская версия была выпущена в 2017 году в переводе Кирилла Корконосенко.